# Пиратинский, Александр Ефимович
Александр Ефимович Пиратинский (род. 11 сентября 1944, Свердловск) — советский и российский скалолаз. Заслуженный тренер РСФСР (1987), судья всесоюзной и международной категорий. Ведущий специалист по скалолазанию в России и мире. Почетный президент Федерации скалолазания России (с 2007). Почётный член Международной федерации спортивного скалолазания (IFSC). Почётный Президент Федерации скалолазания Свердловской области.

## Биография
Родился 11 сентября 1944 года в г. Свердловске, РСФСР, СССР. В 1969 году окончил радиотехнический факультет УПИ им. С.М. Кирова (ныне — УрФУ) по специальности «Радиоэлектронные устройства».
В скалолазании с 1962 г. Профессор Уральского федерального университета. Заслуженный работник высшей школы РФ (2000).
Первый вице-президент и главный тренер Федерации скалолазания России (1992—1999).
Президент и главный тренер Федерации скалолазания России (1999—2006).
Награждён почетным знаком Олимпийского комитета России «За заслуги в развитии Олимпийского движения в России», медалями «80 лет Госкомспорту России», «За спортивную доблесть», почетным знаком «За заслуги в развитии физической культуры и спорта», почетным дипломом IFSC «За выдающийся вклад в развитие скалолазания в мире», памятной медалью энциклопедии «Лучшие люди России».
Подготовил более 50 мастеров спорта СССР и России, 14 мастеров спорта международного класса, 4 заслуженных мастера спорта. Всего воспитанники Пиратинского более 800 раз становились победителями и призёрами международных, всесоюзных и всероссийских соревнований.
Доцент УрФУ, занесён в «Книгу почёта», почётный доктор Уральского федерального университета (2019).
Один из ведущих специалистов по вопросам теории, практики и методики спортивного скалолазания.  Автор более 100 опубликованных учебных, учебно-методических изданий и научных трудов, среди них монография «Подготовка скалолаза» (1987), книга «Вертикаль успех: скалолазание на Среднем Урале» (совместно с С. Н. Гущиным).